# Ruprecht von Würzburg
Ruprecht von Würzburg (Lebensdaten unbekannt, 13. oder 14. Jahrhundert), Namensvarianten: „Ruprecht von Wirzburg“, „Robert de Wurtzbourg“ und latinisiert „Rupertus Herbipolensis“ sowie im Werk selbst „Ruoprecht ein [von] Wirzburgaere [Wirzburg]“, war ein deutscher Dichter, der durch seine Novelle in Versform Zwei Kaufmänner und die treue Hausfrau bekannt ist.

## Leben und Werk
Über Ruprecht als Person ist kaum etwas übermittelt, die Lebensdaten sind unbekannt und es existiert nur ein Werk von ihm in Form einer Handschrift. Da er sich, wie im Mittelalter üblich, beispielsweise in der Textstelle 940 selbst „einen Würzburger“ („Ruoprecht ein Wirzburgaere“) nennt, wird Würzburg die Stadt seiner Herkunft bzw. sein hauptsächlicher Wirkungsort gewesen sein. Der Dichter „Ruprecht von Würzburg“ ist nicht mit dem späteren Dompropst gleichen Namens (erwähnt im Kontext des Bischofs von Bamberg, 1462) zu verwechseln.
Seine Novelle Zwei Kaufmänner und die treue Hausfrau in Versform trägt im Original den Titel Von zwein koufmannen oder Von zwei Koufman und ist auf Mittelhochdeutsch verfasst. Die 34 Verse haben eine unterschiedliche Länge und sind, wie das zeitgenössische einzige Werk (Wigalois) von Wirnt von Grafenberg, in Dreierreimen abgefasst. Ruprecht von Würzburg wird in der germanistischen Mediävistik zudem im Umfeld von Michael de Leone (um 1350), einem Würzburger Protonotarius, eingeordnet.
Das in Zwei Kaufmänner und die treue Hausfrau verarbeitete Motiv der zu überprüfenden Treue einer Frau wurde von William Shakespeare in seinem Theaterstück The Tragedie of Cymbeline von 1623 als Thema aufgegriffen.